# Федорчук Валентина Володимирівна
Валентина Володимирівна Федорчук — українська тренерка та суддя зі спортивних танців. Заслужений тренер України зі спортивного танцю, суддя вищої категорії Всесвітньої Ради Танцю, голова колегії АСТУ. Засновниця й організаторка фестивалю «Парад надій».

## Життєпис
Народилася 28 грудня 1948 року у м.Київ. 
Валентина Федорчук закінчила музичну школу, музично-педагогічний факультет інституту ім. Горького (наразі ім. Драгоманова), Київське державне хореографічне училище(1966). 11 років працювала диригенткою-хормейстеркою у загальноосвітній школі.
Танцювати Валентина почала у 16 років у тренера Анатолія Чайковського. Через три місяці після початку спортивної кар'єри на неї чекав перший конкурс з бальних танців в Україні – знамениті «Київські каштани». Зі своїм партнером-суворовцем Валентина тоді опинилася на останньому місці, тоді як Валерій Корзінін, з яким вона стала у пару пізніше, був чемпіоном цього турніру з «Е» класу.

## Відомі учні
Валентина Федорчук разом з Оленою Лемішко-Федорчук навчала хореографії пару Ілля Сидоренко та Юлія Окроперідзе, які посіли 2-е місце на Танцювальному Євробаченні 2007.

## Фестиваль Парад надій
Валентина Федорчук є засновницею та співорганізаторкою міжнародного танцювального фестивалю Парад надій, який проводиться у Києві з 1989 року. Традиційний час Параду надій у розкладі українських турнірів зі спортивних танців - кінець зими - початок весни, але у 2021 році через локдаун захід було пересунуто на осінь того ж року. 
16-17 жовтня 2021 року відбувся XXXII Міжнародний фестиваль Парад надій. Участь у ньому взяли 622 спортсмени зі 110 танцювальних клубів. Танцюристи змагалися у категоріях "ювенали", "юніори", "молодь", "дорослі", "Pro-Am" (тренер та студент), "сеньйори"; їх майстерність оцінювала команда з 60 суддів міжнародного класу. Унікальний Кубок Фокстрот за найкраще виконання танцю фокстрот вибороли Олександр Безкровний та Марія Савчук, які виступали від клубу Sparta з Харкова.